# Dinarmus basalis
Dinarmus basalis är en stekelart som först beskrevs av Camillo Rondani 1877.  Dinarmus basalis ingår i släktet Dinarmus och familjen puppglanssteklar. Inga underarter finns listade i Catalogue of Life.